# Gradlon
Gradlon conegut com a Gradlon Meur (Gradlon el Gran) fou un rei llegendari de Cornualla a Bretanya.
Gradlon fou «rei» de Cornualla nascut el 330 i mort el 405. Personatge llegendari fou conegut com a Gradlon el Gran (Gradlon Meur); era el fill gran de Conan Meriadec per la seva segona esposa sante Darerca.

## La llegenda
A la seva joventut pagana, Gradlon es va enamorar perdudament de la fada Malgven, reina del Nord, durant una expedició guerrera. Però va ofendre a la reina quan es va convertir al cristianisme i va buscar els consells de Guénolé de Landévennec (sant Guénolé). La fada va abandonar a Gradlon i va creuar un rei torrencial advertint a Gradlon de no seguir-lo, però el bretó la va seguir i es va enfonsar a les aigües turbulentes. La fada es va veure forçada a salvar la vida del seu antic amant, però el va detestar perquè el salvament demostrava que el seguia estimant. En una cacera, Gradlon es va perdre al bosc de Ménez-Hom; quasi mort de cansament i fam va arribar casualment a l'ermita de sant Corentin (moderna Plomodiern). Sant Corentin posseïa un peix miraculós del qual tallava la meitat cada dia per menjar i l'endemà el trobava sencer; el sant va compatir amb el rei el menjar i Gradlon va recuperar la salut. Com a recompensa, Gradlon va nomenar a sant Corentin com a primer bisbe de Cornualla. Un anys després la fada Galgven va retornar per posseir l'esperit de la fill de Gradlon, Dahut, fet que va estar a l'origen de la desaparició de la vila d'Ys.

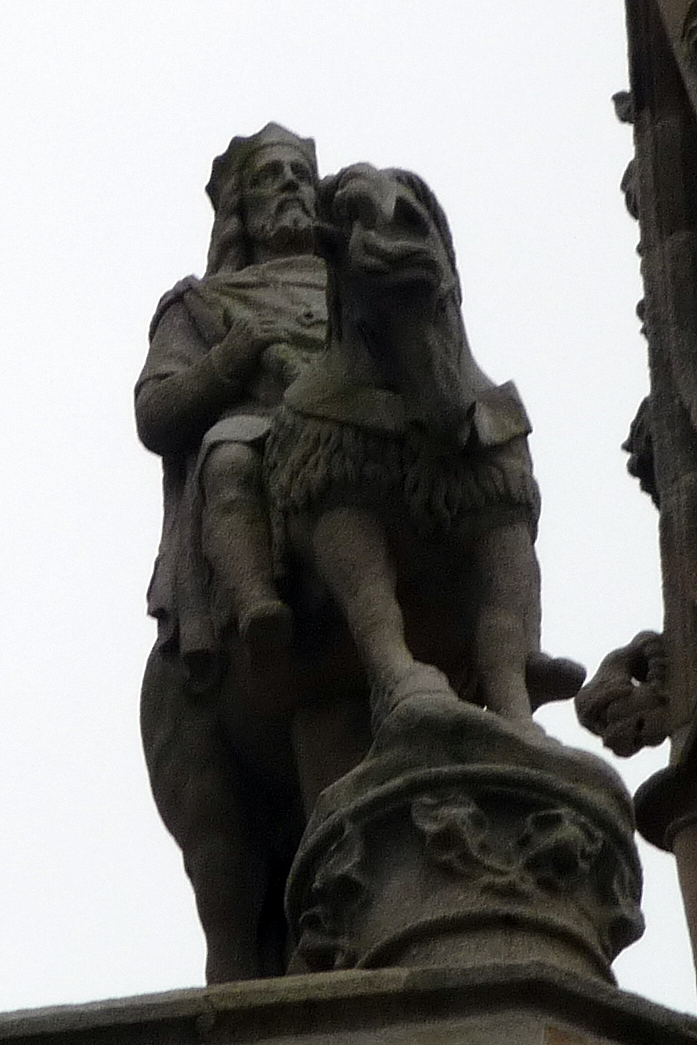
Estàtua de Gradlon a la catedral de Quimper pels escultors Amédée Ménard i Alphonse Le Brun (1858)

Gradlon va convertir a Corispotium (variant : Corisopitum), rebatejada Quimper, en la seva nova capital. A la mort de Gradlon, el va succeir el seu fill Salomón I d'Armòrica i després el seu net Aldrià.

## Història
Les fonts informen de diversos Gradlon, entre els quals un Gradlon Meur citat al cartulari de l'abadia de Landévennec, i també Gradlon Flam i Gradlon Plueneuor (en francès Plonéour). Generalment són qualificats de cònsols que caldria interpretar com a comtes, ja que els texts llatins tradueixen el títol bretó de mac'htiern per tirà. Jauria viscut entre el segle V i el IX.
A l'època galo-romana, la capital dels osismes, els predecessors dels cornuallesos, tregorresos i leonards, era Carhaix. I si existia alguna vila sobre l'Odet no era pas Quimper sinó una mica més avall al barri modern de Locmaria. Als seus inicis Quimper no s'anomenava pas Corisoptiensis, que és un error d'interpretació tardà, sinó probablement Civitas Aquilonia. Els topònims fab aparèixer un castell anomenat de Saint-Corentin al barri de la catedral de Quimper, barri anomenat a l'edat mitjana com a Torre del Castell. Sota l'antic règim Quimper va portar el nom de Quimper-Corentin.
Hi ha vestigis d'una residència aristocràtica dels segles IX o X, associada a tallers d'orfebreria, a la muntanya de Locronan al "camp des Salles", que podrien ser llocs de poder i de creació de riquessa que haurien explotat els diferents prínceps que havien exercit autoritat a la regió de Quimper a l'alta edat mitjana.